# Oliver Cook
Oliver Robert George Cook (5 giugno 1990) è un canottiere britannico.

## Biografia
Si è laureato campione europeo nei quattro senza agli europei di Lucerna 2019, gareggiando con i connazionali Rory Gibbs, Matthew Rossiter e Sholto Carnegie. Lo stesso anno, ai mondiali di Linz-Ottensheim 2019 ha vinto la medaglia di bronzo, sempre nella specialità quattro senza, con Matthew Rossiter, Rory Gibbs e Sholto Carnegie.

## Palmarès
- Campionati del mondo di canottaggio

Rotterdam 2016: oro nel due con
Linz-Ottensheim 2019: bronzo nel quattro senza.
- Campionati europei di canottaggio

2014: bronzo nell'otto
Lucerna 2019: oro nel quattro senza.